# Resolutie 1369 Veiligheidsraad Verenigde Naties
Resolutie 1369 van de Veiligheidsraad van de Verenigde Naties werd unaniem door de VN-Veiligheidsraad aangenomen op 14 september 2001, en verlengde de UNMEE-waarnemingsmissie in Eritrea en Ethiopië met een half jaar.

## Achtergrond
Na de Tweede Wereldoorlog werd Eritrea bij Ethiopië gevoegd als een federatie. In 1962 maakte keizer Haile Selassie er een provincie van, waarop de Eritrese Onafhankelijkheidsoorlog begon. In 1991 bereikte Eritrea na een volksraadpleging die onafhankelijkheid. Er bleef echter onenigheid over een aantal grensplaatsen. In 1998 leidde een grensincident tot een oorlog waarbij tienduizenden omkwamen. Pas in 2000 werd een akkoord bereikt en een 25 kilometer brede veiligheidszone ingesteld die door de UNMEE-vredesmacht werd bewaakt. Een gezamenlijke grenscommissie wees onder meer de stad Badme toe aan Eritrea, maar jaren later werd het gebied nog steeds door Ethiopië bezet.

## Inhoud

### Waarnemingen
Beide partijen, Ethiopië en Eritrea, moesten het internationaal humanitair recht en de mensenrechten naleven en hulporganisaties toelaten. Eind 2000 hadden de twee een vredesakkoord getekend dat nu met behulp van secretaris-generaal Kofi Annan en de Organisatie van Afrikaanse Eenheid werd uitgevoerd, en waarin ook de UNMEE-waarnemingsmissie een rol speelde. Die uitvoering ging maakte voortgang. Er was een tijdelijke veiligheidszone ingesteld en een grenscommissie opgericht.

### Handelingen
De Veiligheidsraad verlengde de UNMEE-missie tot 15 maart 2002. Het einde van de missie was verbonden aan de voltooiing van het werk van de grenscommissie die de grens tussen Ethiopië en Eritrea definitief moest vastleggen.
Ook moest de tijdelijke veiligheidszone van 15 kilometer langs weerszijden van de grens volledig gedemilitariseerd zijn. Beide partijen moesten ook meewerken aan een luchtbrug tussen Addis Ababa en Asmara en alle overblijvende krijgsgevangenen vrijlaten.
Eritrea moest UNMEE informatie verschaffen over de milities en politie in de veiligheidszone en een status of forces-akkoord sluiten met de secretaris-generaal. Ethiopië moest volledige informatie en kaarten verschaffen van de mijnenvelden.

## Verwante resoluties
- Resolutie 1220 Veiligheidsraad Verenigde Naties (2000)
- Resolutie 1344 Veiligheidsraad Verenigde Naties
- Resolutie 1398 Veiligheidsraad Verenigde Naties (2002)
- Resolutie 1430 Veiligheidsraad Verenigde Naties (2002)

Lijst ·  1335 ·  1336 ·  1337 ·  1338 ·  1339 ·  1340 ·  1341 ·  1342 ·  1343 ·  1344 ·  1345 ·  1346 ·  1347 ·  1348 ·  1349 ·  1350 ·  1351 ·  1352 ·  1353 ·  1354 ·  1355 ·  1356 ·  1357 ·  1358 ·  1359 ·  1360 ·  1361 ·  1362 ·  1363 ·  1364 ·  1365 ·  1366 ·  1367 ·  1368 ·  1369 ·  1370 ·  1371 ·  1372 ·  1373 ·  1374 ·  1375 ·  1376 ·  1377 ·  1378 ·  1379 ·  1380 ·  1381 ·  1382 ·  1383 ·  1384 ·  1385 ·  1386